# Nigidius bonneuilli
Nigidius bonneuilli es una especie de coleóptero de la familia Lucanidae.

## Distribución geográfica
Habita en Luzon, Mindoro (Filipinas).